# 1973年ロイヤル・エア・モロッコSE-210墜落事故
1973年ロイヤル・エア・モロッコSE-210墜落事故（1973ねんロイヤル・エア・モロッコSE-210ついらくじこ）は、1973年12月22日に発生した航空事故である。ル・ブルジェ空港からイブン・バットゥータ国際空港へ向かっていたロイヤル・エア・モロッコのシュド・カラベル VI-Nがアプローチ中に墜落し、乗員乗客106人全員が死亡した。

## 事故機
事故機のシュド・カラベル VI-N（OO-SRD）は製造番号69として製造され、1961年2月23日に初飛行し、その5日後にソベルエアに納入され、機体記号がOO-SRDに変更された。

## 事故の経緯
事故機は、フランスのパリからモロッコのタンジェを経由して同じくモロッコのカサブランカへ向かう旅客便を運航するためソベルエアからロイヤル・エア・モロッコにリースされていた。乗客99人のほとんどはモロッコの学生や労働者、またはクリスマスにモロッコを旅行する予定のフランス人観光客であった。また、モロッコ人の客室乗務員1人を除く乗務員全員はベルギー人であった。
事故機は雨天の夜イブン・バットゥータ国際空港の滑走路28に進入した。進入中、同機は旋回が遅れ、山岳地帯へと向かっていった。乗務員には3,000フィート（910m）として安全飛行高度が割り当てられていた。その後、着陸許可が下り、同機は再び降下し始めた。現地時間22時10分（一部の情報源によれば22時07分）、事故機はイブン・バットゥータ国際空港の20マイル東に位置するメラリン山の標高2,300～2,400フィート（700～730m）の地点に墜落し、乗員乗客106人全員が死亡した。
この事故は、1975年にアガディール航空惨事が発生するまでモロッコで発生した航空事故としては最悪の事故であった。またベルギーの航空会社が関与した航空事故としても最悪の事故であり、シュド・カラベルによる事故としてもスターリング航空296便墜落事故に次いで2番目に大きな事故である。